# Dodge Super Bee (Meksyk)
Dodge Super Bee – samochód sportowy typu muscle car klasy wyższej produkowany pod amerykańską marką Dodge w latach 1970 – 1980.

## Pierwsza generacja

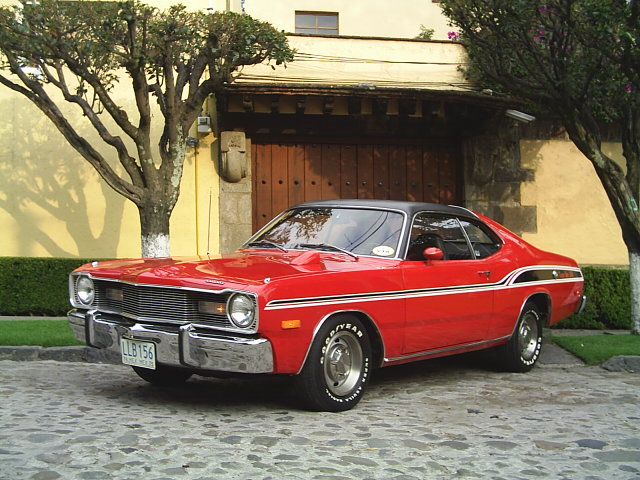
Dodge Super Bee I

Dodge Super Bee I został zaprezentowany po raz pierwszy w 1970 roku.
W 1970 roku, niezależnie od produkowanego wówczas od roku amerykańskiego Dodge'a Super Bee, Dodge przedstawił opracowanego specjalnie z myślą o rynku meksykańskim muscle cara Super Bee opracowanego na technice modelu Plymouth Valiant i platformie FR-body. Samochód oferowany był wyłącznie jako 2-drzwiowe coupe, wyróżniając się dwukolorowym malowaniem nadwozia i kanciastym nadwoziem.

### Silniki
- V8 5.2l
- V8 5.9l

## Druga generacja

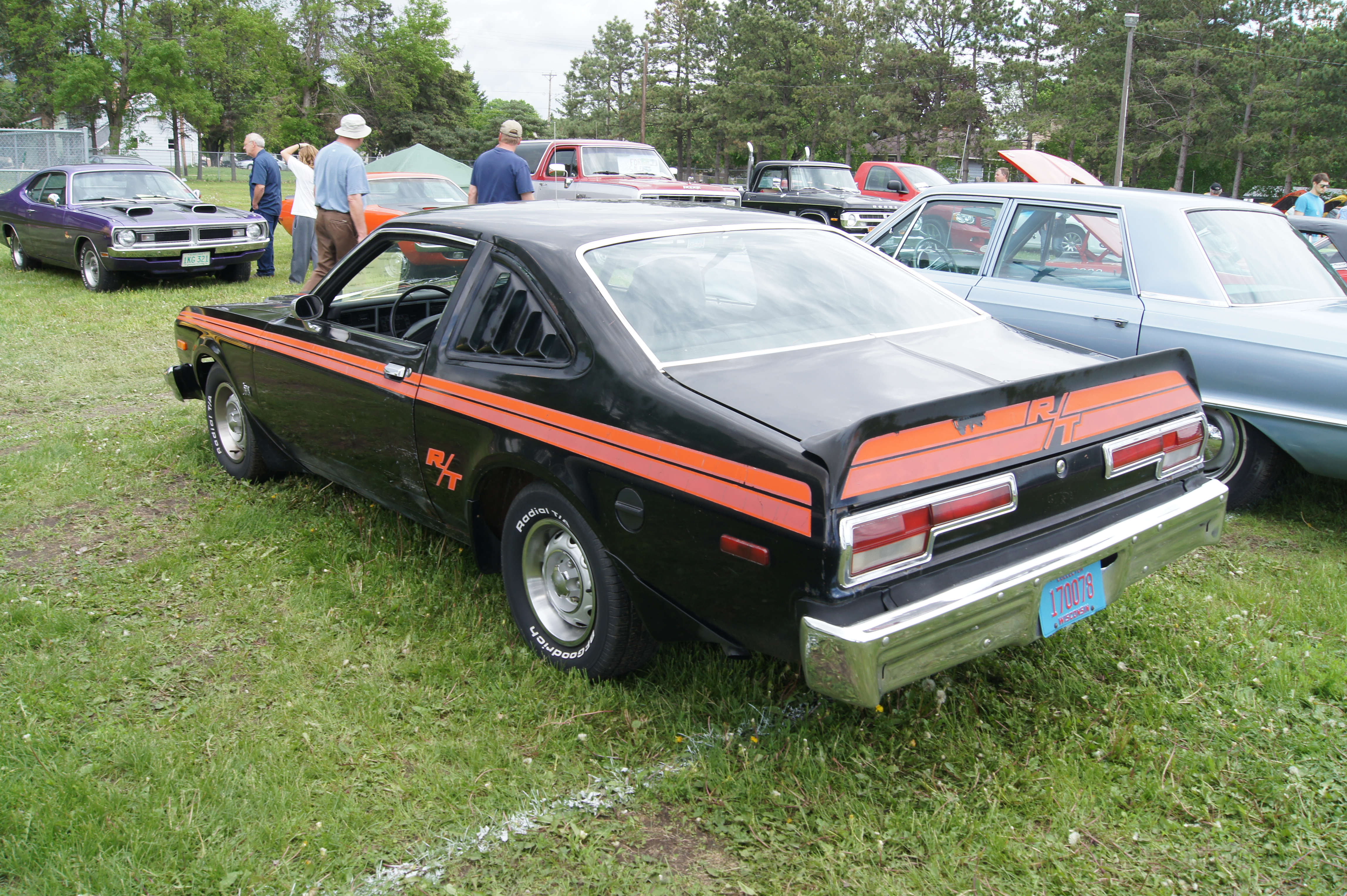
Dodge Super Bee II - tył

Dodge Super Bee II został zaprezentowany po raz pierwszy w 1976 roku.
W czasie, gdy produkcja amerykańskiego Dodge'a Super Bee zakończyła się w 1971 roku, na potrzeby rynku meksykańskiego Dodge opracował kolejną, drugą generację modelu Super Bee. Samochód był tym razem sportową odmianą modelu Dodge Aspen R/T w wersji coupe, odróżniając się od niego mocniejszym silnikiem i innymi dostępnymi kolorami nadwozia. Produkcja zakończyła się w 1980 roku, a następcą została lokalna odmiana modelu Magnum.

### Silnik
- V8 5.9l LA